# Abies fraseri
Abies fraseri е вид ела от семейство Борови (Pinaceae). Видът е застрашен от изчезване.

## Разпространение
Разпространен е в САЩ.